# Parque das Águas (Niterói)
Parque das Águas, como também é conhecido o Parque Municipal Eduardo Travassos, fica situado no Morro da Detenção, parte central de Niterói e homenageia seu idealizador, engenheiro Eduardo Travassos. A área revitalizada tem 32 mil metros quadrados e abriga o maior reservatório de água da cidade, com capacidade para 9 milhões de litros. Acesso é pela Rua Vladimir Alves Machado, s/nº, Centro (Niterói). Foi inaugurado em 8 de junho de 2006.
O Parque das Águas é uma Área de Preservação Permanente na qual podem ser observadas várias espécies botânicas, inclusive algumas ameaçadas de extinção, além de répteis rasteiros e aves como a coruja e o gavião carrapateiro. Dele é possível ter a visão dos principais centros turísticos do Rio de Janeiro, por exemplo, o Corcovado e o Pão de Açúcar.
A área é administrada pela Prefeitura Municipal de Niterói e é tombada pelo Instituto Estadual do Patrimônio Cultural (Inepac), em especial a edificação chamada de Reservatório da Correção. No local, no século XVII, foi erguido um forte, de onde se tinha uma visão da Baía de Guanabara. Com a instalação do Império, no século XVIII, o forte foi usado como presídio. No século seguinte, foi demolido com o início das obras de aterramento da área.